# Conseil de sécurité nucléaire
Le Conseil de sécurité nucléaire (CSN, Consejo de Seguridad Nuclear en espagnol) est une institution espagnole chargée de surveiller l'industrie nucléaire.

## Rôle
Le CSN est chargé de contrôler les effets des radiations sur les travailleurs, sur l'environnement et sur les populations ainsi que de surveiller la sécurité des installations nucléaires ou radioactives.
Il adresse tous les ans au congrès des députés et au sénat un rapport sur les indices de radioactivité relevés durant l'année précédente.
Il surveille les périodes d'exploitation des centrales nucléaires situées sur le territoire espagnol, en conservant les caractéristiques des réacteurs : puissance thermique, puissance électrique, pression primaire, température primaire, concentration en bore, etc.

## Organisation
Le CSN possède une bibliothèque qui rassemble 7 000 volumes concernant l'énergie nucléaire : informations techniques, revues, normes, informations annuelles des congrès.
Le CSN est installé à Madrid où il a ouvert un musée interactif sur les radiations ionisantes.
La femme politique Rosario Velasco est nommée vice-présidente de l'institution en 2011.